# Aliaga
Aliaga é um município da Espanha na província de Teruel, comunidade autónoma de Aragão. Tem 194,2 km² de área e em 2021 tinha 333 habitantes (densidade: 1,7 hab./km²).

## Demografia
| Variação demográfica do município entre 1991 e 2004 | Variação demográfica do município entre 1991 e 2004 | Variação demográfica do município entre 1991 e 2004 | Variação demográfica do município entre 1991 e 2004 |
| --------------------------------------------------- | --------------------------------------------------- | --------------------------------------------------- | --------------------------------------------------- |
| 1991                                                | 1996                                                | 2001                                                | 2004                                                |
| 442                                                 | 440                                                 | 397                                                 | 289                                                 |